# 新安镇 (化州市)
新安镇，是中华人民共和国广东省茂名市化州市下辖的一个乡镇级行政单位。

## 行政区划
新安镇下辖以下地区：
新安社区、大坡村、龙潭村、横岭下村、梨垌村、蛇塘村、平田村、红光村、波罗洞村、新安村、曲径村、山冲村、沙田村、山西村、榕树村和新塘村。